# Кондопожский автобус
Кондопожский автобус — система автобусного транспорта города Кондопога.

## История
13 марта 1928 года был проведен пробный рейс по линии «Петрозаводск — Кивач»
В 1928 году начато движение по междугородней линии «Петрозаводск — Кондопога».
В ноябре 1952 г. Петрозаводский городской автобусный парк открыл движение по внутригородской линии в г. Кондопога. На линии работал автобус ГАЗ-03-30. Однако в 1954 г. ресурс машины был израсходован и движение закрыто.
В 1955 году было открыто движение в поселок Гирвас.
В 1956 году была открыта Автоколонна № 2060, проработавшая до 2007 года включительно. За это время в городе в эксплуатации успели побывать автобусы моделей «ЛАЗ», «ПАЗ», «ЛиАЗ», «МАРЗ» и «ЗИЛ».
В 1991 году в Автоколонне № 2060 числилось 30 автобусов моделей ЛиАЗ-677, ЛАЗ-695, ЛАЗ-4202, ЛАЗ-699.
С 2002 года городские и пригородные маршруты стали обслуживать частные перевозчики.
В 2015 году право на обслуживание маршрутов, соединяющих Кондопогу с Петрозаводском, получило ООО «АТК» — компания, подконтрольная ХТК «Питеравто». При этом, кондопожский перевозчик продолжил обслуживать маршрут, снизив стоимость проезда и увеличив количество рейсов.
В 2016 году из-за конфликта между ИП Данилкин Е. И. и республиканской властью на несколько дней перевозки в городе были прекращены.
В 2017 году ХТК «Питеравто» покинуло рынок междугородных транспортных перевозок в Карелии, благодаря чему начался хаос в работе данного вида общественного транспорта в республике. Кондопога исключением не стала — на местное предприятие выпала гигантская нагрузка, так как рейсы ГУП РК «Карелавтотранс» систематически отменялись.
В 2020 году Гирвас столкнулся с транспортными трудностями — ИП Данилкин не был способен обслужить жителей поселка, ссылаясь на убыточность направления и недостаток водителей в предприятии.
2022 год отметился перебоями в работе маршрута № 1а и невозможностью местных властей повлиять на ситуацию.
В 2024 году в городе испытывались явные трудности в работе общественного транспорта, в связи с приостановкой работы автобусного маршрута № 1а 18 января 2024 года. Решением этих проблем стал запуск школьного автобуса и последующее восстановление работы городского маршрута № 1а.
С 18 марта 2024 года стоимость проезда на маршруте № 4а составляет 40 рублей.

## Современное состояние

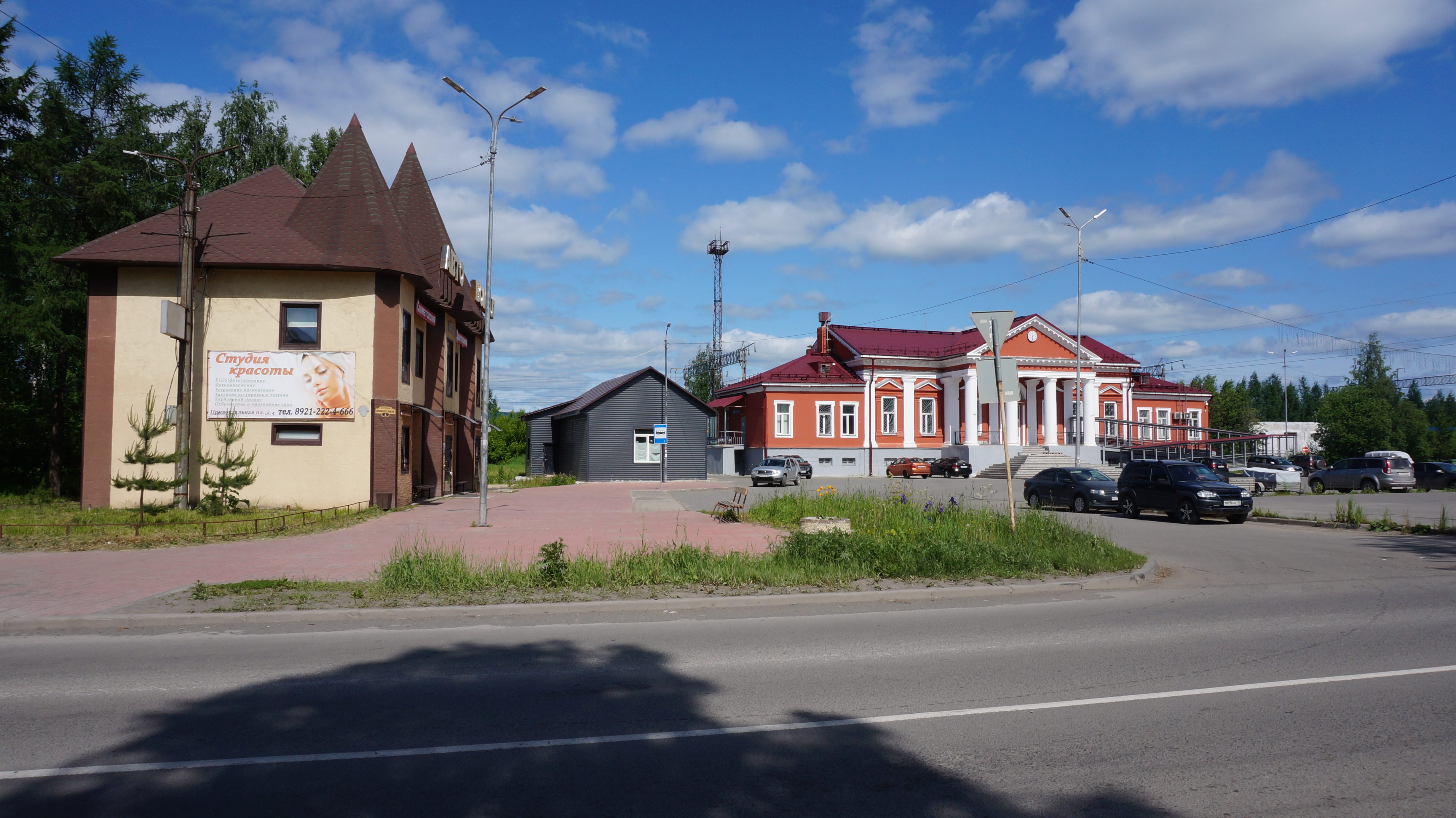
Автовокзал в Кондопоге.

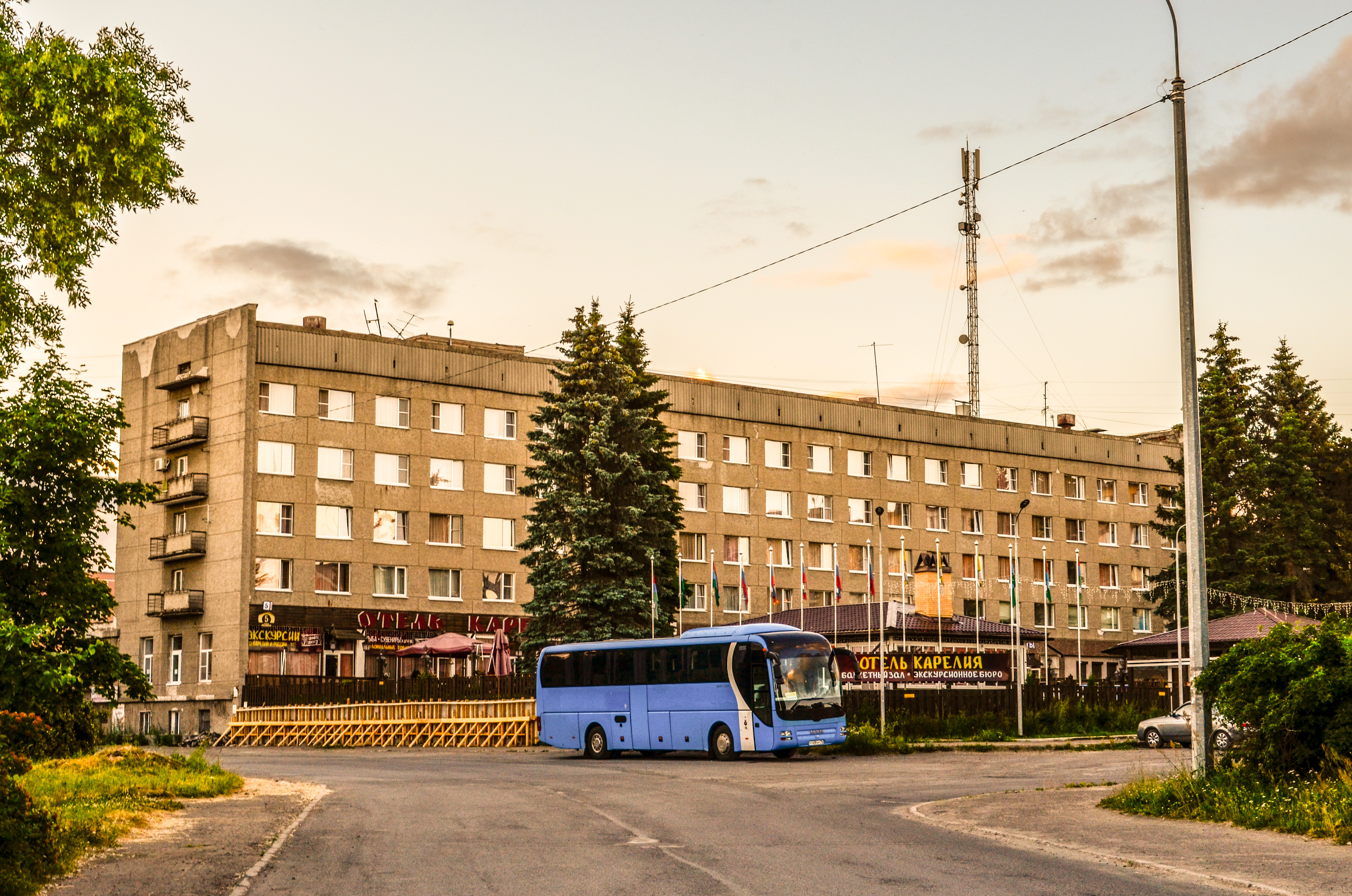
Автобус близ отеля «Карелия» в Кондопоге.

### Маршрутная сеть

#### Городские маршруты
На момент 10 апреля 2025 года в городе действует два городских автобусных маршрута:
- № 1а «Новокирпичная улица — Кондопожская улица — Сандальская набережная»;
- № 4а «Новокирпичная улица — Березовка».

#### Пригородные маршруты
На момент 10 апреля 2025 года в городе действует шесть пригородных автобусных маршрутов:
- № 101 «Кондопога — Кончезеро»[15];
- № 107 «Кондопога — Большое Гангозеро»[16];
- № 108 «Кондопога — Кулмукса»[17];
- № 109 «Кондопога — Вохтозеро»[18];
- № 110 «Кондопога — Каналград»[19];
- № 114 «Кондопога — Кондопога», кольцевой[20].

#### Междугородние маршруты
На момент 10 апреля 2025 года, Кондопога соединена автобусными линиями с Петрозаводском, Медвежьегорском, Сегежей и Пудожем.

### Перевозчики
Список основных перевозчиков, работающих и работавших в Кондопоге:
- МУП «Автоколонна № 2060», позднее ООО «Автоколонна № 2060»;
- ИП Данилкин Евгений Иванович;
- ИП Титов Вадим Викторович;
- ООО «Кареллестранс» (ОАО «Кондопога»);
- ООО «Санаторий „Марциальные воды“».